# 久野脇橋

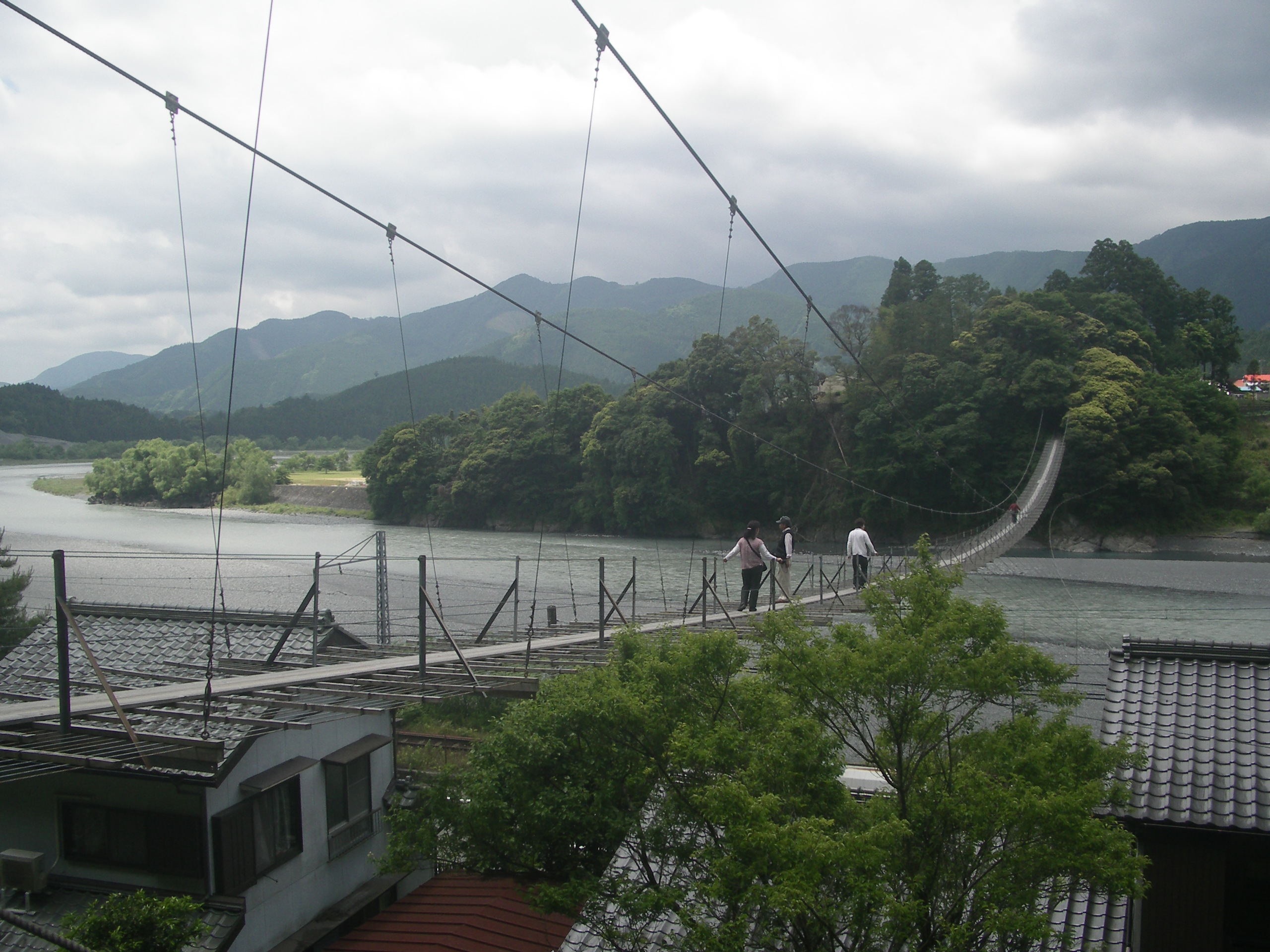
久野脇橋

久野脇橋（くのわきばし）は、静岡県榛原郡川根本町の大井川に架けられた吊橋である。全長は220.4m、高さ10.4mの木造人道橋で、1932年に竣工した。一般には塩郷の吊橋（しおごうのつりばし）とも呼ばれる。
大井川を横断する吊橋では最も長い。
旧中川根町の町制施行40周年（2002年）の際に『恋金橋(こいがねばし)』の愛称が付けられた。

## 交通アクセス

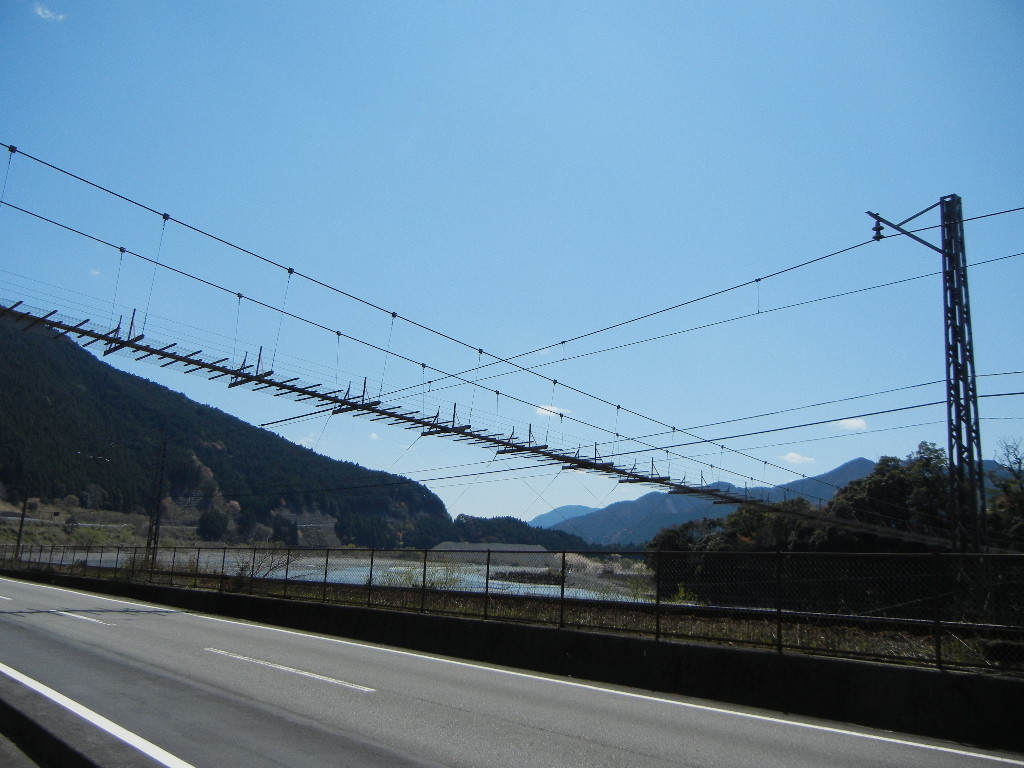
塩郷駅側から見た久野脇橋

- 大井川鐵道大井川本線塩郷駅下車後徒歩約1分。
- 東名高速道路吉田インターチェンジから車で約1時間。
- 新東名高速道路島田金谷インターチェンジから車で約45分。

## 付近
- 大井川清流公園
- くのわき親水公園キャンプ場
- 塩郷ダム